# Punkahwallah

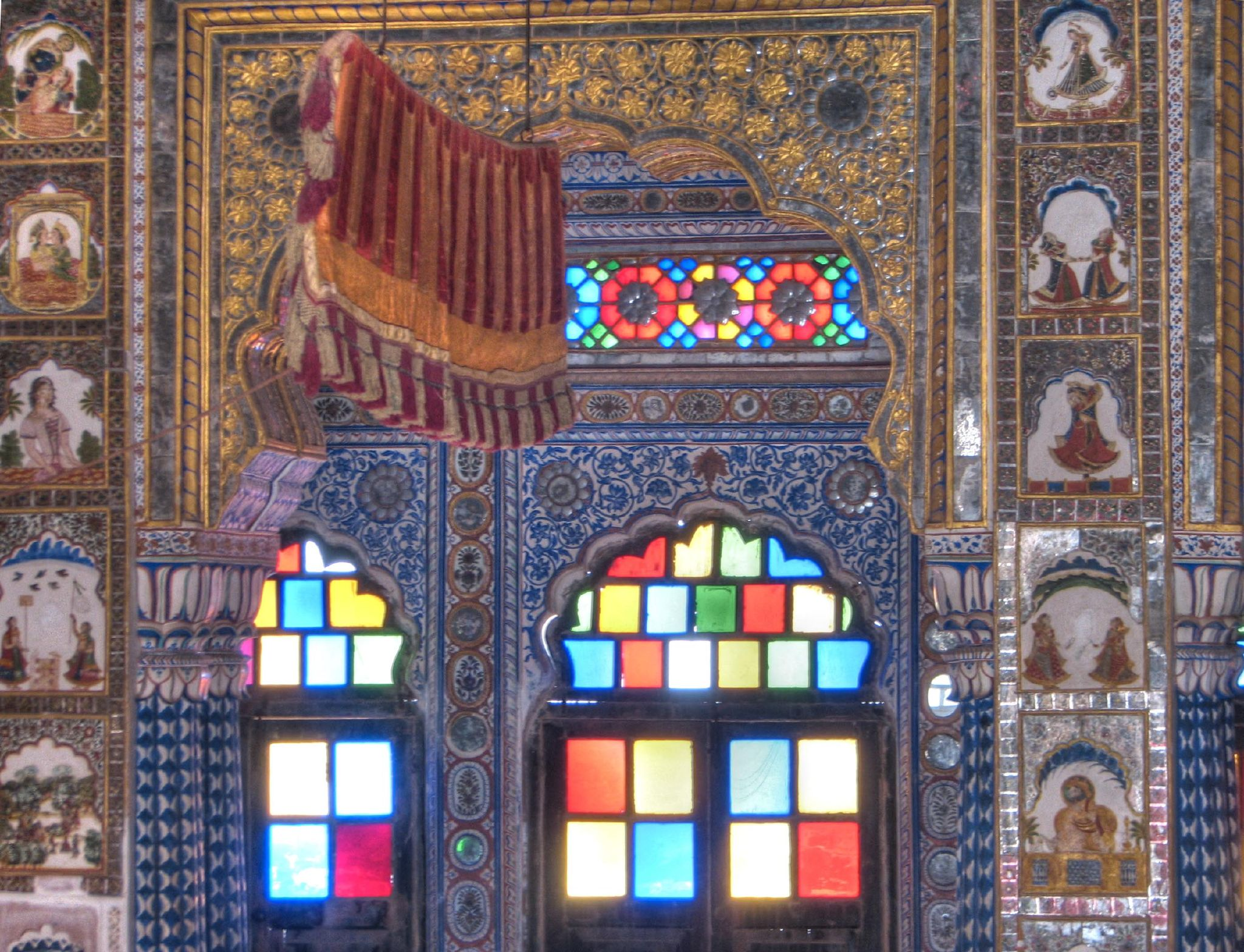
Wentylator obsługiwany ręcznie (paṅkhā)

Punkahwallah (hindi paṅkhāvālā, paṅkhā - wentylator, vālā - tragarz) - służący zajmujący się ręczną obsługą wentylatora w Indiach Brytyjskich .
Angielscy koloniści w Indiach dotkliwie odczuwali wysokie temperatury . W okresie zanim wynaleziono elektryczność większość biur i domów Anglików w Indiach zatrudniało służących, którzy ręcznie obsługiwali wentylatory . Na ogół rolę punkahwallah pełnili młodzi mężczyźni z niższych kast indyjskiego społeczeństwa . W ciągu dnia operowali wentylatorem za pomocą rąk, nocą natomiast wiązali sznur połączony z wentylatorem do nóg, tak by możliwa była obsługa w stanie półsnu . Ze względu na to, że punkahwallah znajdowali się bardzo blisko swoich pracodawców i przysłuchiwali się ich rozmowom najbardziej ceniono sobie służących, którzy byli głuchoniemi . Anglicy często skarżyli się na to, że ich służący zasypiają podczas pełnienia swoich obowiązków, w celu ich zdyscyplinowania stosowali przemoc werbalną czy fizyczną, w 1882 roku jeden ze służących został uderzony tak mocno przez swojego pana, że zmarł . 